# 食場町

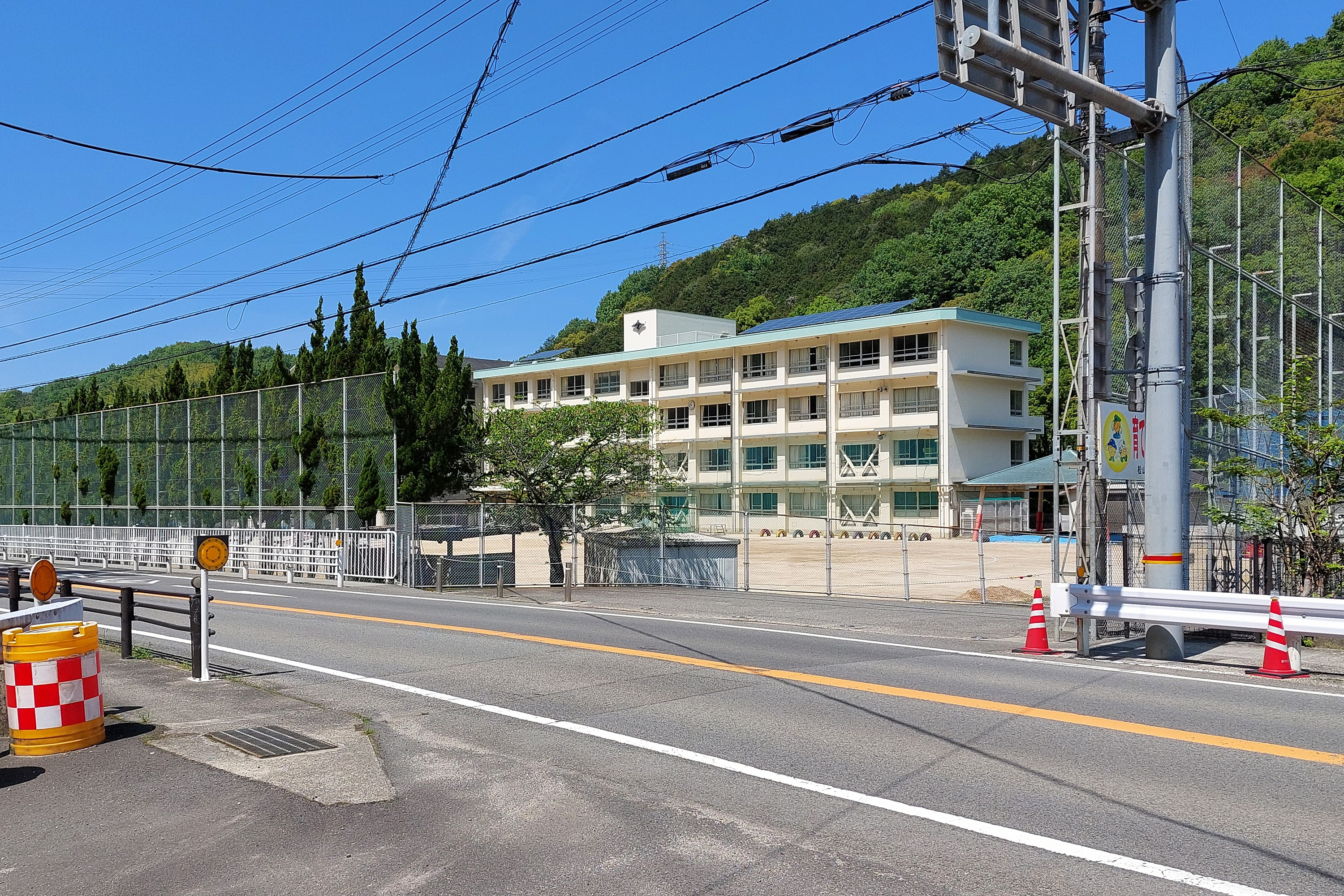
松山市立湯山小学校

食場町（じきばまち）は、愛媛県松山市の町名。住居表示未実施。2012年1月1日現在の人口は495人、世帯数は204世帯、面積は5.6049平方キロメートル。郵便番号は791-0104。

## 地理
石手川支流の横谷川沿いに位置し、湯山地区に属する。菊ヶ森を背にする。下伊台町、湯の山、末町、杉立町、小野町、平井町、北久米町、東野、溝辺町、高野町、上高野町と接する。

### 山岳
- 倉谷山、菊ヶ森

### 河川
- 石手川、横谷川

## 歴史
町村制実施前の旧村である食場村を起源とする。
1889年（明治22年）12月15日 、町村制の施行により、周辺の村々と合併して湯山村の一部となる。1955年（昭和30年）5月1日、松山市に編入した。

## 交通

### 鉄道
町内に鉄道の類はない。

### バス
国道317号沿いに「湯山小学校前」と「食場」の伊予鉄バス停留所がある。

### 道路
- 国道317号
- 市道小野三号線 - 横谷川に沿って縦貫しており、松山市中心部を通ることなく平井町と連絡できる。

## 施設
- 松山市立湯山小学校
- 湯山公園（湯山小学校址）
- 湯山公民館菊水分館（菊水集会所）
- 松山市横谷埋立センター
- 横谷調整池
- 松山市斎場
- 素鵞神社
- 大師寺